# São Martinho (Rio Grande do Sul)
São Martinho é um município brasileiro do estado do Rio Grande do Sul; localizado na microrregião geográfica de Três Passos.